# Јаков Катанијски
Преподобни Јаков Исповедник је хришћански светитељ. Био је монах и сабрат манастира Студитског. Цар Лав V Јерменин је заточио Теодора Студита, а Јакова је ставио на велике муке, тражећи да се одрекне иконопоштовања. Јаков је остао истрајан у својој вери до краја. Када је цар Лав Јерменин преминуо, Јаков је коначно враћен у манастир, али измучен, умро је од тешких повреда.
Српска православна црква слави га 24. марта по црквеном, а 6. априла по грегоријанском календару.